# Boris Domagoj Biletić
Boris Domagoj Biletić (Pula, 22. ožujka 1957.), hrvatski pjesnik, esejist, književni kritičar, antologičar, publicist, polemičar, prevoditelj, kulturni djelatnik, urednik i nakladnik, danas jedno od najistaknutijih imena suvremenoga hrvatskog pjesništva i među vodećim imenima hrvatske književnosti u Istri. 
Osnovno i srednje obrazovanje (gimnaziju) i Pedagošku akademiju završava u rodnome gradu; zatim diplomira i magistrira s temom iz suvremene hrvatske književnosti na današnjemu Odsjeku za kroatistiku i južnoslavenske filologije Filozofskoga fakulteta Sveučilita u Zagrebu. Doktorirao je na istom fakultetu. Bio je dugogodišnji ravnatelj Gradske knjižnice “Matija Vlačić Ilirik” u Rovinju. Živi u Puli.
Prvim zapaženijim književnim prilozima javlja se u pulskome časopisu “Istarskom borcu” / “Iboru” (zabranjenom 1980.). Od druge polovine sedamdesetih godina 20. st. u domaćoj i stranoj periodici objavljuje pjesme, književne kritike, oglede, studije i prijevode s talijanskoga i njemačkog jezika. Poezija mu je izvođena i na Trećemu programu Hrvatskoga radija u emisiji Poezija naglas. Sa slikarima Zdravkom Milićem (Mala lirska kronika, 1989.) i Brunom Mascarellijem (Istarski rukopisi - Caligrafie istriane, 1998.) suautor je dviju grafičko-pjesničkih mapa. 
Uvršten je u domaće i strane antologije hrvatskoga pjesništva: “Hrvatsko pjesništvo Istre 19. i 20. stoljeća - Istarska pjesmarica” (Pula 1989.) autorice Mirjane Strčić, “U ovom strašnom času” (Split 1992., Zagreb 1994.) Ante Stamaća i Ive Sanadera, “Żywe źródła” (Warszawa / Poljska 1996.) Łucje Danielewske, zatim “Mila si nam ti jedina...” (Zagreb 1998.) Josipa Bratulića - Stjepana Damjanovića - Vinka Brešića - Božidara Petrača..., “Hrvatska uskrsna lirika: od Kranjčevića do danas” (Zagreb 2001.) Božidara Petrača, “Antologija hrvatskoga pjesništva: od davnina pa do naših dana” (Zagreb 2007.) Ante Stamaća, "The Canon of Croatian Poetry 1450-2000" (SAD, 2015.) i u mnogim drugima, te u književnim leksikonima i panoramama. Notiran je u povijesnome pregledu “Hrvatska književnost 19. i 20. stoljeća” Miroslava Šicela (Zagreb 1997.) i “Povijesti hrvatske književnosti” Dubravka Jelčića (Zagreb 2004.). Zastupljen u "Hrvatskoj književnoj enciklopediji" i "Enciklopediji Matice hrvatske". Pojedine pjesme i veće pjesničke cjeline prevedene su mu na petnaestak svjetskih jezika.
Do 1990. Boris Domagoj Biletić bio je članom uredništva časopisa za književnost “Istra” (Pula), Uredničkoga vijeća edicije “Istra kroz stoljeća” i djelatni član Čakavskoga sabora. Pokretač je i od osnutka (1996.) glavni i odgovorni urednik pulskoga časopisa za književnost, umjetnost i kulturu “Nova Istra”. Član Društva hrvatskih književnika (od 1988.) i njegove Uprave u nekoliko mandata te dopredsjednik DHK, Hrvatskoga centra P.E.N.-a i član-radnik Matice hrvatske (od 1990.). Među osnivačima je Istarskoga ogranka Društva hrvatskih književnika (uz Alda Klimana, Miroslava Sinčića, Daniela Načinovića, Stjepana Vukušića i Tatjanu Arambašin), čiji je i prvi predsjednik (1990. – 1993.), Hrvatskoga kulturnog društva “Franjo Glavinić” iz Rovinja te jedan od pokretača rovinjskih “Šoljanovih dana”. Godine 1997. Biletić je bio gost-književnik međunarodne Zagrebačke slavističke škole, a 2003. pokreće Međunarodnu književnu manifestaciju “Pulski dani eseja”. Tijekom 2009.  bio je urednikom književnosti u Vijencu Matice hrvatske. Godine 2018. pokreće i gl. je urednik e-časopisa za književnu kritiku „Stav“ (www.stav.com.hr). Sudjelovao je na brojnim međunarodnim i domaćim festivalima poezije i književnim skupovima.
Uz veći broj članaka, Biletić je za “Istarsku enciklopediju” (Leksikografski zavod Miroslav Krleža, Zagreb, 2005.) napisao i opsežan prilog “Hrvatska književnost” (u Istri).
Izabrana bibliografija o njegovu književnom radu sadrži oko 150 jedinica.
Od 2025. član je Slavenske književne i umjetničke akademije sa sjedištem u Bugarskoj.
Monografsko izdanje o autoru:
"U ZNAKU KAIROSA: književna kritika o djelu Borisa Domagoja Biletića"
(Ceres, Zagreb, 2015.). Izabrala, sastavila i uredila Jelena Lužina.
Od 2018. glavni je urednik obnovljene edicije "Istra kroz stoljeća".

### Pjesničke knjige
- “Zublja šutnje” (“Istarska naklada”, Pula, 1983.),
- “Maški vrisok” (“Muški vrisak”, Književna omladina Makedonije, Skopje, 1985.), na makedonskom jeziku u prepjevu Jadranke Ristić,
- “Primorski nokturno” (“Istarska naklada”, Pula, 1986.),
- “Pjena brzih oblaka” (Istarska književna kolonija “Grozd” / Čakavski sabor, Pula, 1990.), s pogovorom Alda Klimana,
- “Radovi na nekropoli” (“Ceres”, Zagreb, 1996.), s pogovorom Milana Rakovca,
- “Oblik za dušu” (“Reprezent”, Buzet, 1999.,), s pogovorom Luka Paljetka,
- “Mali ABECEDARIJ / My Pocket ABC” (“Ceres”, Zagreb, 2006.), dvojezično hrvatsko/englesko izdanje, u prijevodu Vide Pust Škrgulja,
- “Imam riječ” (“Altagama”, Zagreb, 2006.), izabrane pjesme (izabrao i predgovor napisao Milorad Stojević),
- “Vatrene kugle i monolozi pod križem” (“Riječ”, Vinkovci, 2007.), izabrane pjesme u nizu Carmen Croaticum (izabrala i predgovor napisala Alida Bremer),
- “U gostima” (Društvo hrvatskih književnika, Zagreb, 2007.), izbor prepjevā autorove poezije na strane jezike; predgovor napisala Alida Bremer,
- “Imam zbor” (Blesok, Skopje, 2011.), izabrane pjesme na makedonskom jeziku u prepjevu Igora Isakovskog,

- “O ljubavi i smrti / On Love and Death” (Matica hrvatska Ogranak Pazin, Pazin, 2016.), zvučna građa, CD s Biletićevom poezijom i glazbom Darija Marušića.
- "Zato što vrime ne prolazi" (Hrvatsko društvo pisaca, Zagreb, 2018.), s pogovorom Davora Šalata.
- "Možda ovo ne dolazi iz krvi" ("Plima", Ulcinj/Crna Gora, 2020.), izabrane pjesme (izbor i predgovor Jovan Nikolaidis).
- „U tajnom prédjelu priče“ (2012.)
- "Dell'amore e della morte" (hrv. izv. "O ljubavi i smrti"; Edizione "Janus Pannonius", Trieste et al., 2021.), izbor pjesama na talijanskom u autorstvu skupine prevoditelja.
- "Hvatanje zraka" (Matica hrvatska, Zagreb, 2021.), izabrane pjesme; izbor i pogovor Miroslav Mićanović.
- "Breberika & Eklektika" (Kajkavsko spravišče, Zagreb, 2022.) u suautorstvu s Božicom Brkan; kajkavsko-čakavska zbirka; pogovori Božica Pažur i Milan Rakovac.
- "Lovljenje zraka" (izv. hrv. "Hvatanje zraka"; KUD Apokalipsa, Ljubljana, Slovenija, 2024.), prepjev na slovenski Jurij Hudolin i Primož Repar; pogovor Miroslav Mićanović; iz kritičke lit. Slavko Mihalić, Luko Paljetak i Jovan Nikolaidis.
- "Espuma de nubes veloces" (izv. hrv. "Pjena brzih oblaka"; Mago Editores, Santiago, Čile, 2025.), prepjev na španjolski Željka Lovrenčić, bilješka Andrés Morales Milohnic.

### Ogledi, studije, književne kritike
- “Bartuljska jabuka” (“Reprezent”, Buzet / Čakavski sabor, Žminj, 2001.), monografska studija o Zvani Črnji, s pogovorom Miroslava Šicela,
- “Pristrani čitatelj I.” (Zavičajna naklada “Žakan Juri”, Pula, 2007.), izabrani književni ogledi, studije i članci,
- “Pristrani čitatelj II.” (Zavičajna naklada “Žakan Juri”, Pula, 2007.), izabrane književne kritike i osvrti, s pogovorom Alda Klimana,
- “Istarski pisci i obzori: Regionalizam, identitet i hrvatska književnost Istre pod fašizmom” (“Alfa”, Zagreb, 2012.), s pogovorom Petra Strčića i Vinka Brešića.
- „Istarsko troknjižje“: 1. Vodeća imena 20. stoljeća; 2. Značajnici i teme 19. i 20. stoljeća; 3. (Nad)zavičajne vrijednosti, 1984. – 2019.; izabrane studije, ogledi i kritike (Hrvatska sveučilišna naklada, Zagreb, 2019.). Pogovore knjigama napisali: Irvin Lukežić, Ivan Bošković i Milorad Stojević.
- "Ex Provincia: izabrane kroatističke teme (opće i nacionalne)" ("Alfa", Zagreb, 2021.).

### Publicistika, polemički tekstovi, intervjui
- “Oko Učke - hrvatskoistarske teme” (“Dom i svijet”, Zagreb, 2007.), s pogovorom Milana Rakovca,
- “Moja Pula”, (Istarski ogranak DHK, Pula, 2008.)

### Antologije
- “I ča i što i kaj” (Sveučilišna knjižnica u Puli / Istarski ogranak Društva hrvatskih književnika, Pula, 1997.), antologija suvremene hrvatskoistarske lirike,
- “Glasi književne Istre” (“Nova Istra” / Istarski ogranak DHK, Pula, 2002.),izbor studija, ogleda i kritika o suvremenoj hrvatskoj književnosti u Istri (do 2000.),
- “Gradovi i obzori - putopisi suvremenih hrvatskih autora iz Istre” (u suautorstvu; Istarski ogranak DHK, Pula, 2006.)

### Sastavio, priredio
- “Književno djelo Mate Balote” (Matica hrvatska, Zagreb, 1998.), zbornik radova.
- “Živi glas hrvatske Istre: Mate Balota” (“Riječ”, Vinkovci, 1999.), izbor iz djela Mate Balote.
- “Čitajući znakove vremena” (Istarski ogranak DHK /i dr./, Pula - Rovinj, 2001.), zbornik eseja o kraju stoljeća/tisućljeća.
- “Šoljanov zbornik” (Istarski ogranak DHK /i dr./, Rovinj - Pula, 2001.), zbornik radova.
- “Čakavske besedi” (“Riječ”, Vinkovci, 2007.), izabrane pjesme Zvane Črnje.
- “Drugi Šoljanov zbornik” (Istarski ogranak DHK /i dr./, Pula - Rovinj, 2007.), zbornik radova.
- “Esej danas” (Istarski ogranak DHK, Pula, 2008.), zbornik radova.
- “Književni portret: Tatjana Arambašin”, (Istarski ogranak DHK, Pula, 2008.).
- “Manipulacija” (Istarski ogranak DHK, Pula, 2010.), zbornik radova.
- “Književni portret: Milan Rakovac”, (Istarski ogranak DHK, Pula, 2011.).
- “Književni portret: Stjepan Vukušić”, (Istarski ogranak DHK, Pula, 2011.).
- “Dokolica” (Istarski ogranak DHK, Pula, 2012.), zbornik radova.
- "Ogledi", izbor eseja Zvane Črnje (DHK, Mala knjižnica, Zagreb, 2015.).
- "Književni portret: Miroslav Sinčić", (Istarski ogranak DHK, Pula, 2015.).
- "Ex Histria", izabrani ogledi Zvane Črnje (Istarski ogranak DHK, Pula, 2016.)
- "Treći Šoljanov zbornik" (POU Rovinj i IO DHK Pula, Rovinj - Pula, 2016.), zbornik radova.
- “Lepe besedi” (DHK, Mala knjižnica, Zagreb, 2017.), izabrane pjesme Drage Gervaisa, s pogovornom studijom, uz 60. obljetnicu pjesnikove smrti.
- "Književni portret: Daniel Načinović" (Istarski ogranak DHK, Pula, 2018.).

## Nagrade i priznanja
- Nagrada “Mlada Struga ‘84” (na pjesničkoj manifestaciji “Mlada Struga” u okviru “Struških večeri poezije”, Makedonija, 1984., za pjesničku knjigu “Zublja šutnje”)
- Red Danice hrvatske s likom Marka Marulića (1996., za književni rad i kulturnu djelatnost)
- nagrada “Tin Ujević” (1997., za pjesničku knjigu “Radovi na nekropoli”)
- Medalja Grada Rovinja (1997., za književni rad i kulturnu djelatnost)
- Nagrada austrijske zaklade “KulturKontakt” (2002., za monografsku studiju “Bartuljska jabuka”)
- Nagrada “Julije Benešić” (2008.; za knjigu “Pristrani čitatelj I-II” kao najbolju knjigu književnih kritika hrvatskog književnog kritičara, objelodanjenu između lipnja 2007. i lipnja 2008.)
- Nagrada/plaketa Sv. Kvirina (2012., za ukupan doprinos hrvatskom pjesništvu), Kvirinovi poetski susreti
- Nagrada "Fran Galović" (2013., za monografsko djelo “Istarski pisci i obzori: regionalizam, identitet i hrvatska književnost Istre pod fašizmom”)
- Povelja "Miroslav Krleža" (2023., za zbirku izabranih pjesama "Hvatanje zraka")